# Tomáš Vincour
Tomáš Vincour, född 19 november 1990, är en tjeckisk ishockeyspelare som spelar för HK Sibir Novosibirsk i KHL. Han har tidigare spelat för Dallas Stars som också draftade honom 2009 i 5:e rundan som 129:e spelare totalt. Han har även representerat Colorado Avalanche. Vincour har också spelat en säsong för Ak Bars Kazan i KHL.

## Statistik

### Klubbkarriär
|            |                      |            |            | Grundserie | Grundserie | Grundserie | Grundserie | Grundserie |     | Slutspel | Slutspel | Slutspel | Slutspel | Slutspel |
| Säsong     | Lag                  | Liga       | Matcher    | Mål        | Assist     | Poäng      | Utv        | Matcher    | Mål | Assist   | Poäng    | Utv      |          |          |
| ---------- | -------------------- | ---------- | ---------- | ---------- | ---------- | ---------- | ---------- | ---------- | --- | -------- | -------- | -------- | -------- | -------- |
| 2005–06    | HC Kometa Brno       | CZE.1      | 1          | 0          | 0          | 0          | 0          | —          | —   | —        | —        | —        |          |          |
| 2006–07    | HC Kometa Brno       | CZE.1      | 4          | 0          | 1          | 1          | 0          | —          | —   | —        | —        | —        |          |          |
| 2007–08    | Edmonton Oil Kings   | WHL        | 65         | 16         | 23         | 39         | 36         | —          | —   | —        | —        | —        |          |          |
| 2008–09    | Edmonton Oil Kings   | WHL        | 49         | 17         | 19         | 36         | 23         | —          | —   | —        | —        | —        |          |          |
| 2009–10    | Edmonton Oil Kings   | WHL        | 33         | 17         | 9          | 26         | 31         | —          | —   | —        | —        | —        |          |          |
| 2009–10    | Vancouver Giants     | WHL        | 24         | 12         | 10         | 22         | 17         | 15         | 7   | 6        | 13       | 8        |          |          |
| 2010–11    | Texas Stars          | AHL        | 44         | 5          | 7          | 12         | 10         | 6          | 0   | 1        | 1        | 4        |          |          |
| 2010–11    | Dallas Stars         | NHL        | 24         | 1          | 1          | 2          | 4          | —          | —   | —        | —        | —        |          |          |
| 2011–12    | Dallas Stars         | NHL        | 47         | 4          | 6          | 10         | 2          | —          | —   | —        | —        | —        |          |          |
| 2011–12    | Texas Stars          | AHL        | 22         | 12         | 4          | 16         | 8          | —          | —   | —        | —        | —        |          |          |
| 2012–13    | Texas Stars          | AHL        | 47         | 13         | 15         | 28         | 20         | —          | —   | —        | —        | —        |          |          |
| 2012–13    | Dallas Stars         | NHL        | 15         | 2          | 1          | 3          | 2          | —          | —   | —        | —        | —        |          |          |
| 2012–13    | Lake Erie Monsters   | AHL        | 6          | 5          | 6          | 11         | 2          | —          | —   | —        | —        | —        |          |          |
| 2012–13    | Colorado Avalanche   | NHL        | 2          | 0          | 1          | 1          | 2          | —          | —   | —        | —        | —        |          |          |
| 2013–14    | Ak Bars Kazan        | KHL        | 39         | 6          | 5          | 11         | 12         | 3          | 0   | 2        | 2        | 0        |          |          |
| 2014–15    | Lake Erie Monsters   | AHL        | 38         | 10         | 13         | 23         | 10         | —          | —   | —        | —        | —        |          |          |
| 2014–15    | Colorado Avalanche   | NHL        | 7          | 0          | 1          | 1          | 2          | —          | —   | —        | —        | —        |          |          |
| 2015–16    | HK Sibir Novosibirsk | KHL        | 45         | 10         | 17         | 27         | 46         | 10         | 1   | 3        | 4        | 6        |          |          |
| NHL totalt | NHL totalt           | NHL totalt | NHL totalt | 95         | 7          | 10         | 17         | 12         | —   | —        | —        | —        | —        |          |